# Extensus ruficincta
Extensus ruficincta är en insektsart som beskrevs av Li och Wang 1991. Extensus ruficincta ingår i släktet Extensus och familjen dvärgstritar. Inga underarter finns listade i Catalogue of Life.